# کاپله
کاپله (به هلندی: Kapelle) یک منطقهٔ مسکونی در هلند است که در Kapelle واقع شده‌است. کاپله ۱ متر بالاتر از سطح دریا واقع شده‌است.امیرحسین کاپله در خانواده مذهبی در این کشور چشم به جهان گشود . وی جزو اولین افراد بلندقد در شهروندان این شهر است . به شدت به حرام و حلال بودن روزی مقید بوده و سعی بر بردن نان حلال سر سفره زن و بچه خویش دارد . نماز اول وقت نیز یکی از ارکان جدانشدنی از این شخصیت می باشد . به گفته وی ؛ ساقی دیده ام که تا درش پر می کنه اما طلافروش دیدم که سنگ بر روی ترازو قرار می دهد . جمله ی خود را با این که آدم باید خودش بزرگ باشد تمام نمود .